# Enfermedad cerebrovascular isquémica
La enfermedad cerebrovascular isquémica es una patología neurológica ocasionada por una obstrucción de una arteria del cerebro.

## Descripción
Se produce por la falta de aporte sanguíneo a una parte del cerebro, de forma transitoria o permanente. 
Aparece una isquemia producto de una disminución transitoria o permanente del riego sanguíneo con la consecuente disminución del aporte de oxígeno a las células cerebrales. Se trata de un ictus isquémico o infarto cerebral que se produce de forma repentina y muy sintomática.
La interrupción del suministro sanguíneo ocasiona una reducción repentina en la función cerebral de esa parte del cerebro. Este hecho puede derivar en un accidente isquémico transitorio o convertirse en una enfermedad cerebrovascular permanente. La gravedad del daño cerebral es variable y puede ser leve o severa.

## Prevalencia
Aparece con mucha mayor frecuencia en las personas mayores.

## Diagnóstico
La isquemia cerebral se puede diagnosticar con una resonancia magnética o con una tomografía computada.
Se confirma con la presencia de una lesión hipodensa que compromete un territorio vascular bien definido.

## Clases
La enfermedad cerebrovascular isquémica  puede ser de dos clases: trombótica o embólica.
El accidente cerebrovascular trombótico es que el que se produce como consecuencia de que un  trombo o coágulo sanguíneo obstruye el flujo de sangre al cerebro.
El accidente cerebrovascular embólico es que el que se produce como consecuencia de que un émbolo o fragmento de un coágulo sanguíneo que vino desde el corazón obstruye el flujo de sangre al cerebro.

## Consecuencias
Puede traer como consecuencia un infarto cerebral posterior o un infarto cerebral anterior.